# Ервин Ромел
Ервин Йохан Ойген Ромел (на немски: Johannes Erwin Eugen Rommel чуй) (15 ноември 1891 – 14 октомври 1944 г.) е един от най-известните немски генерали от Втората световна война. Той е командир на Немския африкански корпус и става известен под прякора „Пустинната лисица“ (на немски: Wustenfuchs) поради умелите военни операции, които води в Северна Африка. По-късно командва немските сили срещу съюзническото нахлуване през Ламанша в Нормандия и е смятан от мнозина за най-умелия командир в пустинните боеве на Втората световна война.
Военните успехи на Ромел му печелят уважение не само в германската армия и от страна на Адолф Хитлер, но дори и сред вражеските войски от Общността на нациите в Северноафриканската кампания. След поражението на силите на Оста в Северна Африка, ръководи защитата на окупирана Франция. Уличен е като участник в заговора от 20 юли 1944 г. за убийството на Хитлер и е принуден да избира между съд с последствия за семейството си или самоубийство. Самоубива се на 14 октомври 1944 г.

## Биография

### Произход, младежки години и постъпване в армията
Ромел е роден в Хайденхайм, Германия, на 45 километра от Улм, в кралство Вюртемберг (част от Германската империя). Той е кръстен на 17 ноември 1891 г. и е вторият син на протестантски директор на средно училище в Аален – професор Ервин Ромел Старши и на Хелене фон Луц, дъщеря на местен сановник. Двойката има още три деца: двама синове – Карл и Герхард, и дъщеря – Хелене. По-късно, връщайки се към детството си, Ромел казва: „Моите детски години минаха много щастливо“.
На 14-годишна възраст Ромел и негов приятел построяват планер, който може да лети на къси разстояния. Младият Ромел възнамерява да стане самолетен инженер и през целия си живот проявява необикновени технически умения. По настояване на баща си през 1910 г. се присъединява към 124-ти вюртембергски пехотен полк като офицерски кадет и малко след това е изпратен в училището за офицерски кадети в Данциг. Дипломира се през ноември 1911 г. и е произведен в лейтенант през януари 1912 г.
В началото на 1911 г., докато учи в кадетското училище, среща своята бъдеща съпруга – 17-годишната Лусия Мария Молин (обикновено наричана „Луси“). Те се женят през 1916 г. и през 1928 г. им се ражда син, Манфред, който по-късно става кмет на Щутгарт. Запознати твърдят, че по това време Ромел има афера с Валбурга Щемер – връзка, довела до раждането на дъщеря на име Гертруд.

### Първа световна война (1914 – 1918)
По време на Първата световна война Ромел се сражава във Франция, Румъния (виж: Румънска кампания) и Италия (виж: Италианска кампания) като част от вюртембергския планински батальон от състава на елитния „Алпийски корпус“. Служейки в това войсково подразделение, си спечелва репутацията на човек, който бързо взима тактически решения. Раняван три пъти, той е награден с Железен кръст – II-ра и I-ва степен. Ромел също така получава най-високото отличие на Прусия, орден „За заслуги“, след боевете в планините в западна Словения – битките при Изонцо на фронта Соча. Отличието идва като резултат от битката при Лонгароне и превземането на планината Матажур (днешна Италия; тогава словенска територия – „Velika baba“), пленяването на около 150 италиански офицери, 9000 войници и 81 артилерийски оръдия. Неговият батальон използва химическо оръжие в боевете при Изонцо и играе ключова роля при победата на Централните сили над италианската армия в битката при Капорето. Интересното е, че Ромел е служил в същия пехотен полк като Фридрих Паулус – и двамата по-късно предвождат армии в катастрофални загуби за Третия райх.

### Междувоенен период
След войната Ромел е командир на батальон, от 1929 до 1933 г. е инструктор в Дрезденското Пехотно училище и в Потсдамската Военна академия (от 1935 до 1938 г.). Военните дневници на Ромел, „Пехотни атаки“ (на немски: Infanterie greift an), публикувани през 1937 г., стават най-високо ценената военна книга и привличат вниманието на Адолф Хитлер, който го прави отговорен за взаимодействието между Военното министерство и „Хитлерюгенд“ (Хитлеровата младеж), както и за паравоенните дейности на Хитлерюгенд: теренни упражнения и точна стрелба. Ромел енергично се отдава на новата си работа.
През 1937 г. Ромел започва обиколка на събиранията и заседанията на Хитлеровата младеж, като дава наставления на войниците, докато инспектира възможностите и обучението. Едновременно с това той оказва натиск върху лидера на организацията, Балдур фон Ширах, да даде съгласието си за увеличаване на намесата на професионалната армия в тренировките на „Хитлерюгенд“. Ширах интерпретира това като опит за превръщането на „Хитлерюгенд“ в спомагателен армейски корпус, „младежка армия“ по неговите думи. Освен това той започва отчасти лично да завижда на Ромел за неговата притегателна сила към младежите и му отказва достъп до „Хитлерюгенд“.
През 1938 г. Ромел, вече полковник, е посочен за комендант на Военната академия във Винер Нойщад (Терезианска Военна академия). Тук той започва своето продължение на „Пехотни атаки“, „Танкови атаки“, понякога превеждано като „Танкът в атака“. Не след дълго Ромел е преместен от този пост, за да поеме командването над „Личния охранителен батальон на Хитлер“ (на немски: FuhrerBegleitbataillon), предназначен за „специалния влак на фюрера“ (на немски: Fuhrersonderzug), който фюрерът използва при визитите си в окупираните Чехословакия и Мемел. В този период Ромел се сприятелява с Йозеф Гьобелс, министър на пропагандата в Райха. Гьобелс става негов горещ почитател и по-късно благодарение на него подвизите на Ромел са отразени подобаващо във всички медии.

### Втора световна война (1939 – 1945)

#### Нахлуването в Полша, 1 септември 1939 г.
Полската кампания заварва Ромел като командир на „вюртембергския планински батальон“, често пътуващ близо до фронта с „Fuhrersonderzug“ и виждащ се непрекъснато с Хитлер. След завладяването на Полша Ромел се завръща в Берлин, за да организира победния парад на Фюрера, като сам взима участие в него сред личния антураж на Хитлер.

#### Франция, 1940 г.

##### Командир на танкова дивизия
Ромел моли Хитлер да му повери една танкова дивизия и на 6 февруари 1940 г., само три месеца преди инвазията, той поема командването над 7-а танкова дивизия за План Гелб, нахлуването във Франция и Холандия. Това „ходатайстване“ предизвиква недоволство сред неговите колеги офицери. Началникът на армейския персонал не е съгласен с назначаването на Ромел, основавайки се на факта, че той няма опит с бронирани сили, но вместо това смята, че е подходящ за една планинска дивизия, нуждаеща се от командир. Ромел обаче е придавал особено значение на мобилната пехота и вече се е уверил в полезността на бронираните сили при инвазията в Полша. Той започва да се адаптира и да учи техниката на бронетанковата война бързо и с огромен ентусиазъм.

##### Нахлуване във Франция, 10 май 1940 г.
На 10 май 1940 г. 7-а танкова дивизия, част от 15-и корпус под ръководството на Генерал Хот, напредва в Белгия, за да достигне до река Мьоз близо до Динан. При Мьоз танковете са задържани, тъй като мостът се разрушава и се защитава от белгийците със снайперисти и артилерийска стрелба. Германците, които нямат добро димно прикритие на офанзивата си, понасят жертви и Ромел, който поема лично командването по преминаването на реката, нарежда близките няколко къщи да бъдат подпалени, за да се прикрие атаката. Германските танкови гренадири пресичат реката с гумени лодки, заедно с Ромел, който води втората вълна на речното преминаване. Дивизията нахлува дълбоко в противниковите територии, винаги подтиквана от Ромел и далеч пред всякакви приятелски сили.
Тактиката на Ромел за дръзко нахлуване напред – чрез игнориране рисковете по фланговете и тила и разчитане на шока и деморализацията във вражеските редици, донася много дивиденти по време на победния „марш“ през Франция. Когато се натъква на съпротива, Ромел просто нарежда танковете си в авангарда и се надява врагът да се предаде при внезапната атака. Този метод компенсира недостатъка, който имат германските танкове от гледна точка на бронировката и малокалибрените оръжия, и често принуждава огромни формации от тежки вражески механизирани сили да спрат огъня, макар да имат добри изгледи за победа. Този подход, макар да спасява много жертви и за двете страни, причинява и сериозни злополуки. Например, немските танкове стрелят по конвой от френски камиони, докато не ги доближат достатъчно за да открият, че пренасят ранени от фронта.

##### Битката при Арас
Към 18 май дивизията е завладяла Камбре, но напредъкът на Ромел е спрян за кратко, когато началник-щабът му, който е още с немоторизираната част от дивизията в Белгия и няма съобщения от Ромел, пише на Ромел, че неговата група е твърде отдалечена и не е заредена с гориво, за да бъде изпратена. Тук се заражда малък градус на напрежение, защото от една страна Ромел възприема като пренебрежителна нагласата на част от неговите заместници, а от друга неговият началник-щаб е критичен спрямо неуспеха на Ромел да държи осведомени щабните си офицери за своята скорост на придвижване.
На 20 май танковете на Ромел достигат Арас. Тук той възнамерява да отреже пътя на Британските експедиционни сили към брега и Ханс фон Лук, командващ разузнавателния батальон на Дивизията, е натоварен със задачата да попречи на измъкване през Ла Бас. Подпомогнато от пикиращите бомбардировачи Щуки, подразделението успява да форсира коридора. Британците организират контраатака (Битката при Арас) на 21 май с танкове Матилда. Германците разбират, че техните 3,7 см противотанкови оръдия са просто безполезни пред такива тежки бронетанкови сили. Батареята на 88 милиметровотото оръдие е принудена да се сражава със заплахи, след като Ромел лично поема командването на огъня.
След битката при Арас Хитлер нарежда неговите танкове да задържат своите позиции, а британците се възползват от този факт и предприемат евакуация на своите войски през Дюнкерк. На 26 май Седма танкова дивизия продължава напредъка си и достига Лил на 27 май. За атаката на града Хот премества своята собствена 5-а танкова дивизия под ръководството на Ромел за раздразнението на нейния командир Макс фон Харлиб. В същия ден Ромел получава новини, че е награден с Рицарски кръст, като най-добър командир на дивизия по време на кампанията, по лично настояване на Хитлер. Това разпалва отново неприязънта на други офицери, които се отнасят критично към близките взаимоотношения между Ромел и Хитлер.
На 28 май, докато извършва финалния тласък към Лил и далеч от приятелските сили, Седма танкова дивизия попада под тежък артилерийски огън от страна на французите. Горейки от нетърпение, Ромел форсира своите сили и завладява Лил и хваща в капан половината Първа френска армия, предотвратявайки нейното отстъпване през Дюнкерк. След този сполучлив удар на войниците на Ромел отново е дадена почивка.

##### Към брега на Ламанша
Ромел подновява своето настъпление на 5 юни в направление към река Сена, за да предпази мостовете близо до Руан. Той настъпва 100 км за два дена, но открива мостовете разрушени. На 10 юни Ромел достига до брега, близо до Диеп и изпраща послание до Германската щабквартира – „Аз съм на брега“.
На 15 юни Седма танкова дивизия започва придвижване към Шербур. На 17 юни дивизията прониква 350 км фронтално и на 18 юни градът е превзет. Тогава дивизията се отправя за Бордо, но спира, когато е известено примирието на 21 юни. През юли дивизията е изпратена към Парижката област, за да започне подготовка за Операция Морски лъв. Но подготовката е твърде вяла, става все повече и повече колеблива, когато става ясно, че Луфтвафе няма да успее да обезопаси Кралските военновъздушни сили.

##### Призрачната дивизия
7-а танкова дивизия по-късно получава прякора „Призрачната дивизия“ (на немски: Gespenster-Division) заради скоростта и изненадата, на които винаги е способна, при това до такава степен, че Върховното командване на Вермахта губи дирята ѝ. Тя също поставя рекорда за най-продължителен танков преход за един ден.
Ромел получава и адмирации, и критика за своята тактика по време на Френската кампания. Мнозина, като например бившият командир на дивизията, са впечатлени от скоростта и успехите на средствата на Ромел, други са по-резервирани, някои от завист, други чувстват, че Ромел предприема излишни рискове. Херман Хот публично изразява своята похвала за постиженията на Ромел, но в поверителен доклад показва, че не би трябвало на Ромел да бъде поверено командването на корпуса, докато той не натрупа „по-голям опит и по-добро чувство за справедливост“, а също го обвинява, че не признава помощта на други за своите победи.

#### Африка, 1941 – 1943 г.
Наградата за успеха на Ромел е повишаването и назначаването му за командир на 5-а лека дивизия (по-късно реорганизирана и преименувана на 21-ва танкова дивизия) и 15-а танкова дивизия, които са изпратени в Либия в началото на 1941 и формират Немски Африкански корпус (февруари 1941). Именно тук Ромел достига най-голямата си слава като командир.

##### Първа офанзива на Оста
Кампанията в Африка печели на Ромел прякора „Пустинната лисица“ (на немски: Wustenfuchs). На 6 февруари 1941 г. на Ромел е наредено да поведе „Африканския корпус“, изпратен в Либия, за да се подпомогнат италианските войски, които са били отблъснати по време на Операция Компас, организирана от Въоръжените сили на Британската общност под ръководството на генерал-майор Ричард О'Конър през декември 1940 г. Първоначално ОКВ предвижда по-дефанзивна тактика, само с малки настъпления към Аджедабиа и Бенгази до май. Ромел оспорва това решение, смятайки, че при едно по-сериозно настъпление може да бъде завладяна цяла Киренайка. Задачата по по-нататъшното задържане на италианските позиции изглежда ужасяваща, при условие че в зоната е останала едва една малка бойна единица от около 7000 души, след като войниците на О'Конър през изминалите три месеца са взели в плен 130 000 войници и почти 400 танка.
На 24 март 1941 г. Ромел започва ограничена офанзива само с 5-а лека дивизия, подкрепена от две италиански дивизии. Предвижда се нападението да е малко, тъй като Ромел очаква пристигането на 15-а танкова дивизия през май. Британците, които в това време са отслабени поради изтеглянето на част от войските за Операция „Марита“ в Гърция, се изтеглят назад към Марса Ел Брега и започват да организират своята защита. Ромел решава да продължи настъплението към тези позиции, за да предотврати строенето на британски укрепления. Следват еднодневни свирепи боеве, в резултат на които германците взимат надмощие и настъплението продължава, тъй като Ромел няма намерение да чака до май, за да атакува Аджедабиа. Британският главнокомандващ Арчибалд Уейвъл надценява немските сили и заповядва отстъпление, за да попречи на евентуално отрязване от страна на противника на вече прокарания коридор.
Ромел, след като вижда британската неохота за решителна акция, се решава на дързък ход – да завладее цяла Киренайка, въпреки че разполага само с лековъоръжени сили. Той заповядва на 32-ра италианска танкова дивизия да преследва отстъпващите британци, докато Пета лека дивизия се придвижи до Бенгази. Генерал-майор Йоханес Щрайх, командир на 5-а лека дивизия, възразява срещу тази заповед, аргументирайки се с факта, че липсват достатъчно превозни средства, но Ромел отминава възраженията с думите:
| „           | Един човек не може да позволи на уникални възможности да се изплъзнат заради дреболии. | “ |
| Ервин Ромел |                                                                                        |   |

 Италианският главнокомандващ Итало Гариболди опитва неведнъж да спре настъплението на Ромел, но не успява да се свърже с него.
След като Бенгази е укрепен след британското отстъпление, Киренайка до Газала е завладяна до 8 април, въпреки горещите протести на италианската щаб-квартира, от която смятат, че Ромел е прекрачил техните заповеди, тъй като той, макар и само формално, е под италианско командване. Ромел е получил заповеди от ОКВ да не напредва след Марада, но си „затваря очите“, също както пред протестите на някои офицери от неговия щаб и командири на дивизии, проумявайки че е получил голяма възможност да премахне съюзническото присъствие в Северна Африка и да завладее Египет. Ромел продължава натиска върху отстъпващия противник, като започва обходна маневра към важното пристанище Тобрук, по време на която на 9 април е пленен командирът на войските в Западната пустиня О'Конър, както и командирът на войските в Египет Филип Ним. Заедно с италианските сили, атакуващи по протежение на брега, Ромел решава да се придвижи на юг и да атакува пристанището от югоизток с 5-а лека дивизия, като се надява да хване в капан най-голямата част от вражеските войски. Тази акция не може да бъде изпълнена толкова светкавично, колкото е необходимо, поради проблеми с логистиката, разширяващата се линия на снабдяване и дезорганизиращите атаки от „Тобрук“. Този фактор проваля първоначалния план на Ромел. Към 11 април обкръжаването на Тобрук завършва и първата атака започва. Други войски продължават натиска на изток и окупират цяла Либия към 15 април.

##### Обсадата на Тобрук
По време на обсадата на Тобрук, която продължава 240 дни, градът е отстояван от около 25 хиляди души, между които Девета австралийска дивизия под командването на генерал Лесли Морхед. Нетърпелив да затвърди успеха си, Ромел организира нови едромащабни операции, които не се радват на особен успех. Италианското разузнаване се проваля в снабдяването с информация за състоянието на врага най-вече поради изненадващия напредък на Ромел, който не отговаря на предварително съгласуваните планове. Връщайки се по-късно към този период, генерал Кирххайм, тогавашен командир на 5-а лека дивизия, казва:
| „                | „Не искам да си спомням за тогава, защото толкова много кръв се проля излишно“. | “ |
| Хайнрих Кирххайм |                                                                                 |   |

Кирххайм твърди, че неохотно се е съгласил за настъплението към Тобрук, първоначалните атаки към който имат своята висока цена.
Ромел остава с позитивната нагласа, че успехът е неизбежен. В писмо до своята съпруга от 16 април пише, че врагът е напуснал града и действително остава уверен в това до първия противников изблик през април. Отношенията на Ромел с неговите подчинени командири са много лоши, особено с Щрайх, който съвсем открито критикува решенията на Ромел и отказва да приеме всякаква отговорност за атаките. Тези конфликти принуждават Главнокомандващият армията – „Валтер фон Браухич“ в писмо до Ромел да го съветва, че вместо със заплахи за отстраняване от длъжност на офицери, трябва да подходи с конструктивен дебат. Ромел обаче не прави нищо.
В този момент Ромел се нуждае от подкрепления, за да поднови атаката, но ОКВ тогава привършва подготовката за операция „Барбароса“ и не може да си позволи отпускане на каквито и да е войскови части. Началникът на генералния щаб Франц Халдер казва също на Ромел преди последният да тръгне за Африка, че повече въоръжени сили не могат да бъдат изпратени и лаконично отсича: „Това е твоят гълъб“. Халдер саркастично коментира:
| „            | Сега той се принуждава да отстоява, че неговите сили не са достатъчни, за да му позволят да получи пълно предимство в „уникалните обстоятелства“, предложени от цялата ситуация. Това е впечатлението, което ние имаме от доста време насам. | “ |
| Франц Халдер | |   |

Разгневен, че заповедта му да не се настъпва оттатък Марада, е пренебрегната и разтревожен поради непрестанно нарастващите загуби, Халдер, който никога не е адмирирал Ромел, изпраща Фридрих Паулус да „озапти този напълно побъркал се воин“.
При пристигането си на 27 април Паулус първоначално е убеден, че трябва да организира нова атака срещу „Тобрук“. Обратно в Берлин Халдер пише:
| „            | според мен това е грешка, но отстъпва пред Паулус. | “ |
| Франц Халдер |                                                    |   |

На 30 април започва поредното германско настъпление, в която вече са използвани и първите пристигнали части от 15-а танкова дивизия. До разсъмване на 1 май пехотните части правят пробив, широк около километър, а предните танкови части стремително напредват към Тобрук. Съвсем скоро обаче те се натъкват на минно поле, в което 17 от 40 танка са повредени, а освен това закъснялата британска артилерия също се намесва. На 3 май, след като атаката е прекратена, Морсхед от своя страна предприема контраофанзива, която бързо е спряна. Така и двете страни са еднакво разочаровани.
Бесен поради отсъствието на боен дух у своите командири и италианските съюзници, Ромел, по настояване на Паулус и Халдер, отлага бъдещи атаки до получаване на детайлирани планове за защитата на Тобрук и до пристигането на танковия полк на 15-а танкова дивизия  Така се проваля победната атака, насочена за 4 май. За Щрайх обаче е твърде късно. Той е преместен от поста командващ Пета лека дивизия. Когато вижда Ромел за последен път по време на тръгването си, Ромел отсича:
| „                           | Ти беше твърде обезпокоен за благополучието на войските си; Щрайх отвръща: Аз не знам дали има по-добри думи от тези за похвала и избухва нова кавга. | “ |
| диалог между Халдер и Ромел | |   |

След като е взето решението атаките към Тобрук да бъдат отложени за неопределено време, Ромел се заема със създаването на дефанзивни позиции – докато италианските пехотни части държат Бардия, линията „Солум-Сиди Омар“ и обкръжават Тобрук, мобилните немски и италиански сили са в резерв, за да предпазват от всякакви британски атаки от Египет. Освен това е укрепен проходът „Халфая“, изключително важна точка за офанзивата на Ромел. Дълго подготвяната атака е предвидена за 21 ноември 1941 г.
Докато защитниците могат да бъдат снабдявани по море, проблемите с логистиката на „Африканския корпус“ затрудняват максимално неговите операции и една концентрирана контраофанзива от страна на обсадените Съюзници може да прекъсне комуникациите между силите на Оста. Генерал Морсхед обаче е заблуден от Вражеското разузнаване и никаква подобна по-голяма акция не е предприета.
Генерал Уейвъл прави два неуспешни опита да освободи Тобрук (Операция „Краткотрайност“ (започната на 15 май) и Операция „Бойна секира“ (започната на 15 юни). И двете операции са лесно отблъснати, тъй като са прибързано подготвени, отчасти заради нетърпението на Чърчил за скоростна атака. По време на „Краткотрайност“ проходът Халфая е за кратко превзет от британците, но на 27 май е загубен отново. Последица от „Бойна секира“ са унищожените 87 британски срещу само 25 немски танка в тридневна битка по фланговете на Солум и Халфая, в която британците се оказват абсолютно безсилни да превземат тези добре укрепени немски позиции.
През август Ромел е назначен за командир на новосъздадената танкова група „Африка“. Неговият предишен пост като командир на 15-а танкова и 5-а лека дивизия, която оттогава е преименувана на 21-ва танкова дивизия, е поверен на генерал-лейтенант Лудвиг Крювел с началник на щаба Фриц Байерлайн. Освен от 15-а и 21-ва танкови дивизии, танкова армия „Африка“ се състои и от 90-а лека дивизия и шест италиански дивизии „Ариете“ и „Триесте“ формират 20-и моторизиран корпус, три пехотни дивизии, обкръжават Тобрук и една – Бардия.

##### Съюзническата контраофанзива (Операция „Крусейдър“)
След прескъпия провал на операция „Бойна секира“ Уейвъл е сменен с главнокомандващия войските в Индия генерал Окинлек. Съюзническите войски са реорганизирани в два корпуса – 30-и и 13-и и включени в Осма британска армия под командването на Алън Кънингам. Окинлек разполага със 700 танка и 1000 самолета за предстоящата офанзива за освобождаване на Тобрук. Операция Крусейдър започва на 18 ноември 1941 г. Ромел от своя страна има две бронирани дивизии – 15-а и 21-ва и с 260 танка плюс 90-а Лека Пехотна Дивизия и три италиански корпуса (пет пехотни и една танкова дивизия от 164 танка).
Осма армия прави дълбока обходна маневра спрямо немските сили по египетската граница и достига позиция, от която има възможност едновременно да контролира крайбрежния път „Via Balbia“ и да форсира към Тобрук. Окинлек планира да влезе в битка с „Африканския корпус“ с една бронирана дивизия, докато 30-и корпус нападне италианските укрепления при Бардия, заобикаляйки войските там. Но британският план има един голям недостатък. Когато 30-и корпус достигне зоната на Габр Салех, се очаква Африканският корпус да се придвижи на изток и да започне битка, позволяваща на британците танков обход от юг. Ромел обаче предприема коренно различен ход и вместо това пресреща и атакува обходната танкова маневра при Сиди Резег.
Ромел е изправен пред решението дали да подходи с атака към Тобрук, като се довери на своите прикриващи части да удържат настъпващите британци, или да преориентира войските си и удари британските приближаващи Съюзници. Той преценява, че рискът при атака към Тобрук е твърде голям и затова се отказва от атаката.
Британските танкови колони срещат ожесточената съпротива на противниковите противотанкови позиции, немските и италиански танкове. „Ариете“ е принудена да отстъпи в началото, докато покосяващата на юг при „Бир ел Губи“ британците 21-ва танкова дивизия успее да се придвижи към Габр Салех.
През следващите два дни британците продължават да атакуват, като изпращат бронирани бригади в битката постепенно, докато Ромел, който ясно съзнава численото превъзходство на противника, организира масирана атака на 23 ноември с цялата си танкова мощ. 21-ва танкова дивизия държи своите позиции при Сиди Резег, докато 15-а и „Ариете“ атакуват с обход британските танкови части по фланговете. По време на битката, която всъщност е една от най-големите в Северноафриканската кампания, британските танкове са обкръжени, две трети от тях са унищожени, а оцелелите се добират до Габр Салех.

##### Контраатаките на Ромел
На 24 ноември Ромел в желанието си да се възползва от спирането на британската офанзива, контраатакува дълбоко в британския тил в Египет, като се надява дезорганизацията там да му помогне да отреже съюзническите линии за снабдяване. Генерал Кънингам решава да отстъпи, точно по плана на Ромел, но Окинлек пристига от Кайро точно навреме, за да прекъсне тези негови действия. Германската атака, която започва с последните 100 танка, среща непредвидена съпротива. ОКВ е недоволно от предприетата контраофанзива, а между негодуващите щабни офицери е Фридрих фон Мелентин, който казва:
| „                    | За съжаление Ромел надцени успеха си и повярва, че моментът за генерално настъпление е дошъл. | “ |
| Фридрих фон Мелентин |                                                                                               |   |

Ала щабът дори не подозира, че само навременните действия на Окинлек спасяват Осма армия.
През това време Съюзническите сили, източно от Тобрук заплашват слабите линии на Оста там. Тъй като няма как да стигне за няколко дена, началник-щабът на Ромел, подполковник „Вестхапел“, нарежда на 21-ва танкова дивизия да се изтегли и да се включи в обсадата на Тобрук. На 27 ноември британците, атакуващи към Тобрук, се свързват със защитниците на града. На 7 декември претърпелият сериозни загуби Ромел се изтегля обратно към отбранителната си линия при Газала под засилените бомбардировки на Кралските въздушни сили. По този начин обаче италианските части при Бардия се оказват изолирани от отстъпващите сили на Оста. Към 30 декември Съюзниците успяват да изтласкат Ромел чак до неговите позиции от март 1941 г. при Ел Агейла. Немско-италианският гарнизон в Бардия се предава ма 2 януари 1942 г.
На 5 януари 1942 г. „Африканският корпус“ получава 55 танка и нови провизии, което позволява на Ромел да планира нова контраатака. На 20 януари атаката започва и на 29 януари немските части завземат Бенгази, а Съюзниците са отблъснати отново от Тобрук, което ги принуждава да започнат да строят укрепена линия при Газала.
По време на Операция Крусейдър Ромел и неговият щаб неведнъж се оказват зад вражеските позиции. Например Ромел посещава новозеландската военнополева болница, докато тя е още под съюзнически контрол.
| „           | Той запитва дали нещо им е необходимо, обещавайки лекарства и потегля необезпокояван. | “ |
| Ервин Ромел |                                                                                       |   |

##### Трета германска офанзива (Битката при Газала)
След успехите на Генерал Кеселринг в установяването на въздушно превъзходство над Малта и притискането на неговите защитници през април 1942 г., потокът на жизненоважни продукти към „Африканския корпус“ се засилва, след като през изминалите месеци немските части в Северна Африка са получили едва една-трета от необходимото снабдяване. Това подсилване кара Ромел да започне плана за своята следваща акция – голяма атака през лятото. Той усеща, че добре укрепените британски позиции при Газала могат да бъдат преодолени чрез обход и разбити откъм тила. Но Съюзниците също планират своя собствена офанзива, тъй като осъзнават, че тяхното положение може да бъде облекчено само при мощна атака, а не чрез защита.
Британците разполагат с 900 танка в зоната, 200 от които са новите „M3 Lee Grant“, докато Ромел има едва 320 танка, 50 от които са остарелите „Panzer II“ и 240 италиански танка, които не са по-добри от „Panzer II“. Следователно Ромел трябва да разчита преимуществено на 88 мм-те оръдия, за да унищожава британските тежки танкове, но дори и те са твърде малко. В пехотата и артилерията Ромел също е превъзхождан от многото подсилващи съюзнически единици вследствие на кампаниите от 1941 г. За разлика от изминалата година сега обаче Силите на Оста достигат въздушен паритет.
На 26 май 1942 г. армията на Ромел атакува с класическия обходен „Блицкриг“ – битката при Газала. Италианските пехотинци нападат фронтално укрепленията при Газала с малки бронирани части, за да придадат повече внушителност на операцията, докато моторизираните и същинските танкови части заобиколят позициите от юг. На следващата сутрин Ромел прерязва фланга и атакува северно, но при последвалата битка и двете страни търпят сериозни загуби. Така германците се провалят в своите намерения и губят една трета от тежките си танкове. Подновявайки атаката сутринта на 28 май, Ромел концентрира силите си и унищожава голяма част от разпокъсаните британски танкови единици. Но все пак контраатаките принуждават Ромел да заеме отбранителна позиция и той не успява да следва докрай плана си за бързо придвижване на север към брега. На 2 юни 90-а лека дивизия и „Триесте“ обхождат силно укрепената британска опорна точка при „Бир Хакейм“ и го завладяват на 11 юни. Така на 11 юни Съюзниците са принудени отново да отстъпят на изток към Египет, за да избегнат пълно поражение.
На 15 юни Силите на Оста достигат брега, а на 21-ви градът се предава с неговите 33 000 защитници, сред които „Втора южноафриканска дивизия“. Именно за тази си победа Ромел е произведен във Фелдмаршал.

##### Ударът към Египет
Ромел продължава своето настъпление и на 1 юли започва Първата битка при Ел Аламейн, но не след дълго и двете страни се оттеглят след изтощителни боеве.

#### Нова съюзническа атака (втората битка при Ел Аламейн)

##### Лятното безизходно положение
След „задънената улица“ при Ел Аламейн Ромел се надява да продължи офанзивата отново преди масови струпвания на нови сили сред Съюзниците. Но скоро немските части започват да имат проблеми със снабдяването поради атаките на Кралските въздушни сили и реорганизацията на „Африканския Корпус“ изглежда неосъществима цел.
Британците се подготвят също за нов натиск – Главнокомандващият Окинлек е заменен с генерал Харолд Александър, а Осма армия вече има нов командир – Бърнард Монтгомъри. Те получават постоянна вълна от запаси, за да реорганизират силите си. В края на август пристига огромен конвой със 100 хиляди тона от запаси и Ромел, научавайки за това, бързо разбира, че времето преди битката изтича. Той решава да организира настъпление срещу южната част от отбранителната линия при Ел Аламейн. Монтгомъри в същото време съсредоточава значителни части при хребета Алам Халфа.

##### Боят при Алам Халфа
Боят при Алам Халфа започва на 30 август и всъщност се оказва последната офанзива на силите на Оста в Африканската кампания. Неуспехът за Ромел идва бързо – още на 2 септември той решава да предприеме отстъпление.
Монтгомъри, виждайки отстъплението на вражеските сили, нарежда на Втора новозеландска дивизия да атакува на следващия 3 септември, но атаката е спряна след ожесточени боеве с 90-а лека дивизия. На 5 септември се връща на позициите си преди нападението с големи загуби.

##### Втора битка при Ел Аламейн
През септември британците организират серия рейдове срещу кораби с немски провизии в Средиземно море – операция, позната като „Агриймънт“. В същото време Ромел се разболява и е принуден да се завърне в Европа. Така той се оказва далеч от фронта, когато на 23 октомври 1942 г. съюзниците започват голяма офанзива, останала в историческата литература като втората битка при Ел Аламейн.
На поста командващ Ромел е заменен от Георг Щуме, но в началото на самата битка той изчезва безследно и по-късно е намерен, починал от сърдечен удар. Монтгомъри има голямо предимство – 4:1 в жива сила и 5:1 в танкове и артилерия, 3:1 в противотанкови оръдия и 4:1 в самолети. В същото време от някогашния „Африкански корпус“ не е останало почти нищо. На втория ден от битката Ромел спешно се завръща и поема командването на войските на Оста. Въпреки липсата на гориво и боеприпаси Ромел смело маневрира с наличните войски по фронта, удържайки 10 дни непрекъснатите атаки на многократно превъзхождащия го противник, показвайки завидни умения и в отбрана. Снабдяването на войските му обаче катастрофално намалява. Лишен от резерви и ново въоръжение, той дава заповед за отстъпление в нощта на 2 срещу 3 ноември с цел да запази остатъците от армията, но Хитлер настоява за борба до последния човек. Всичко това струва прекалено скъпо на Ромел – той губи над половината от оцелелите си танкове и целия 10-и италиански корпус.
Ромел за пръв път се противопоставя на Хитлер и на 4 ноември отстъпва от бойното поле, пренебрегвайки заповедите му. Отстъплението на „Пустинната лисица“ протича успешно, способствано от голямата нерешителност на Монтгомъри. Той се оттегля чак в Тунис, като продължава да командва „остатъка“ от „Африканския корпус“. В края на февруари 1943 г. той започва ново настъпление, но на 6 март търпи най-крупното си поражение в цялата кампания – при Меденин, губейки 50 танка без да унищожи нито един вражески. На 9-и същия месец той напуска Африка завинаги.

#### Франция, 1944 г.
Първоначално Ромел е назначен за командващ група армии „Е“ в Гърция, но по-късно е прехвърлен във Франция като командир на група армии „Б“. В същото време той взима участие в заговора срещу Хитлер от 20 юли 1944 г. заедно с генерала от СС Йозеф Дитрих. На 17 юли Ромел е ранен с шрапнел и се оттегля в Херлинген, недалеч от Улм.
Скоро обаче Гестапо получава информация, че Ромел е замесен в заговора срещу Хитлер и на него му е даден избор – да бъде изправен пред съд с всичките последствия за семейството му или да се самоубие и да бъде погребан с всичките нацистки почести.
Фелдмаршал Ромел се самоубива на 14 октомври 1944 г.
В историята той остава като един от най-добрите фелдмаршали на Германия.
- Улм 18 октомври 1944 г., държавна церемония
- Погребение на Ромел
- Гробът на фелдмаршал Ромел
- Паметни плочи на мястото на самоубийството на Ромел

## Цитирана литература

### Основни източници
- ((en)) Liddel-Hart, Basil ed. The Rommel Papers (1982)
- ((en)) Erwin Rommel,  Infantry Attacks (2006)
- ((en)) Erwin Rommel, Rommel and his Art of War (2006)
- ((en)) Laszlo Almasy. With Rommel's Army in Libya (2001)

### Интересни факти
- Лидъл Харт, Базил, История на Втората световна война, София, 2005 г.